# Blok3
Blok3 (* 15. August 2002 in Bezirk Gebze, Provinz Kocaeli, Türkei; bürgerlich Hakan Aydın) ist ein türkischer Rapper.

## Leben und Karriere
Aydın wurde am 15. August 2002 in Bezirk Gebze in der Provinz Kocaeli geboren. Er interessierte sich schon früh für Musik. Nachdem er 2021 seinen ersten Song wow veröffentlicht hatte, gelang ihm 2022 sein Durchbruch mit dem Song VUR. Im Jahr 2023 wurde er durch Affetmem bekannt. Der Song wurde 60 Millionen Mal auf YouTube und mehr als 100 Millionen Mal auf Spotify aufgerufen.
Später in seiner Karriere veröffentlichte er die Songs Baybay, Yaptırıcaz Tırnaklarını und Aklına ben gelicem. Er gewann den Preis als „Bester Rapper“ bei den 49. Altın Kelebek Awards. Er sprach bei der Preisverleihung; „Es gibt Millionen von Menschen im Land, wirst du das tun? Valla hat es geschafft. Ich möchte mich bei meiner Mama, meinem Papa und allen bedanken, die mich von Anfang an unterstützt haben. Väter halten Wort!.“
Am 10. Mai 2024 veröffentlichte er mit der britischen Rapperin Stefflon Don den Song Habibi. Am 13. September 2024 veröffentlichte er auf dem türkischen Label Mundo Music sein erstes Studioalbum mit dem Titel Obsesif.

## Privates
Er war eine Zeit lang mit der türkischen Schauspielerin Nilsu Berfin Aktaş liiert. Aydın beschloss, sich von Aktaş zu trennen, weil Aktaş in der Serie „Korkma Ben Yanındayım“, in der Aktaş die Hauptrolle spielte, eine Kussszene hatte.

## Diskografie
Alben
- 2024: Obsesif

EPs
- 2025: Virtüöz

Singles
| - 2021: Wow - 2021: Okey Okey - 2021: Yallah - 2021: Freestyle#1 - 2021: Woum Baby - 2022: Ciro - 2022: Dacia (feat. Cenqa) - 2022: Patlat - 2022: Vur - 2023: Affetmem - 2023: Baybay - 2023: Yaptırıcaz Tırnaklarını | - 2023: N'aptığını bilmesem de - 2023: Aklına Ben Gelicem - 2023: Salla Salla - 2024: Güzel ve İddialı - 2024: Laf - 2024: Habibi (feat. Stefflon Don) - 2024: ESC*BAR - 2024: Gelme Istemem - 2024: Yok Zaten - 2025: Keşke (feat. Ati242) - 2025: Mosmor Perde |

## Auszeichnungen
- 2023: Altın Kelebek Award in der Kategorie Bester Rapper